# HYLAS
Hylas, acrònim en anglès de Highly Adaptable Satellite (satèl·lit altament adaptable), és un petit satèl·lit de comunicacions geoestacionari llançat pel Ariane 5 V198 des del Centre Espacial de Kourou a la Guaiana Francesa. Proporcionarà nous i innovadors serveis, inclosos l'HDTV (televisió d'alta definició) i serveis de banda ampla. El satèl·lit també ajudarà a solucionar el problema de cobertura de banda ampla a moltes parts d'Europa que té una infrastructura terrestre menys desenvolupada.
HYLAS ha estat desenvolupat per Astrium per a la companyia britànica Avanti Communications. Aquest desenvolupament ve recolzat per una inversió d'uns 23 milions de lliures Centre Espacial Nacional Britànic (BNSC en les seves sigles en anglès).